# Sabie și vrăjitorie

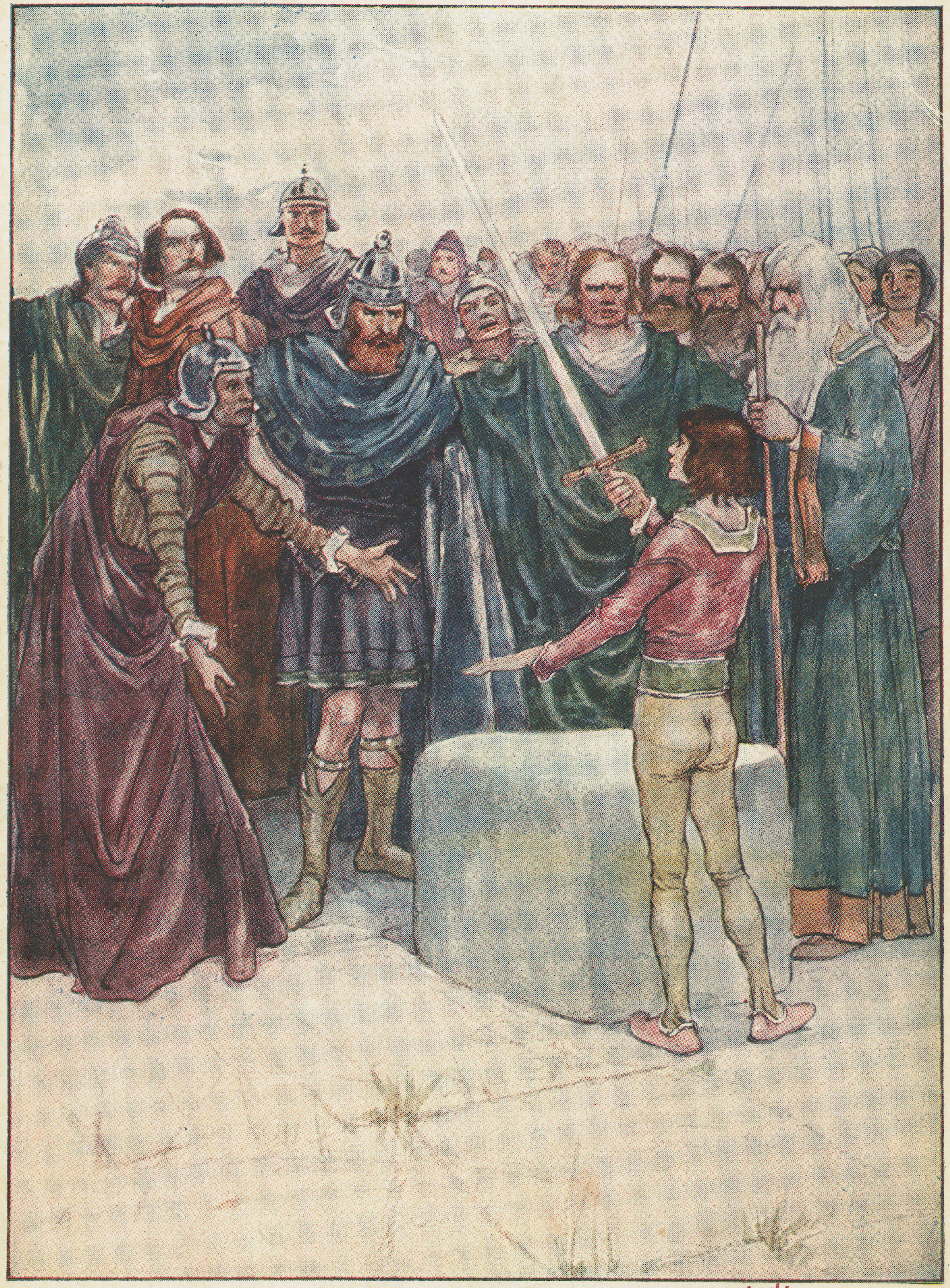
An island story; a child's history of England (1906)

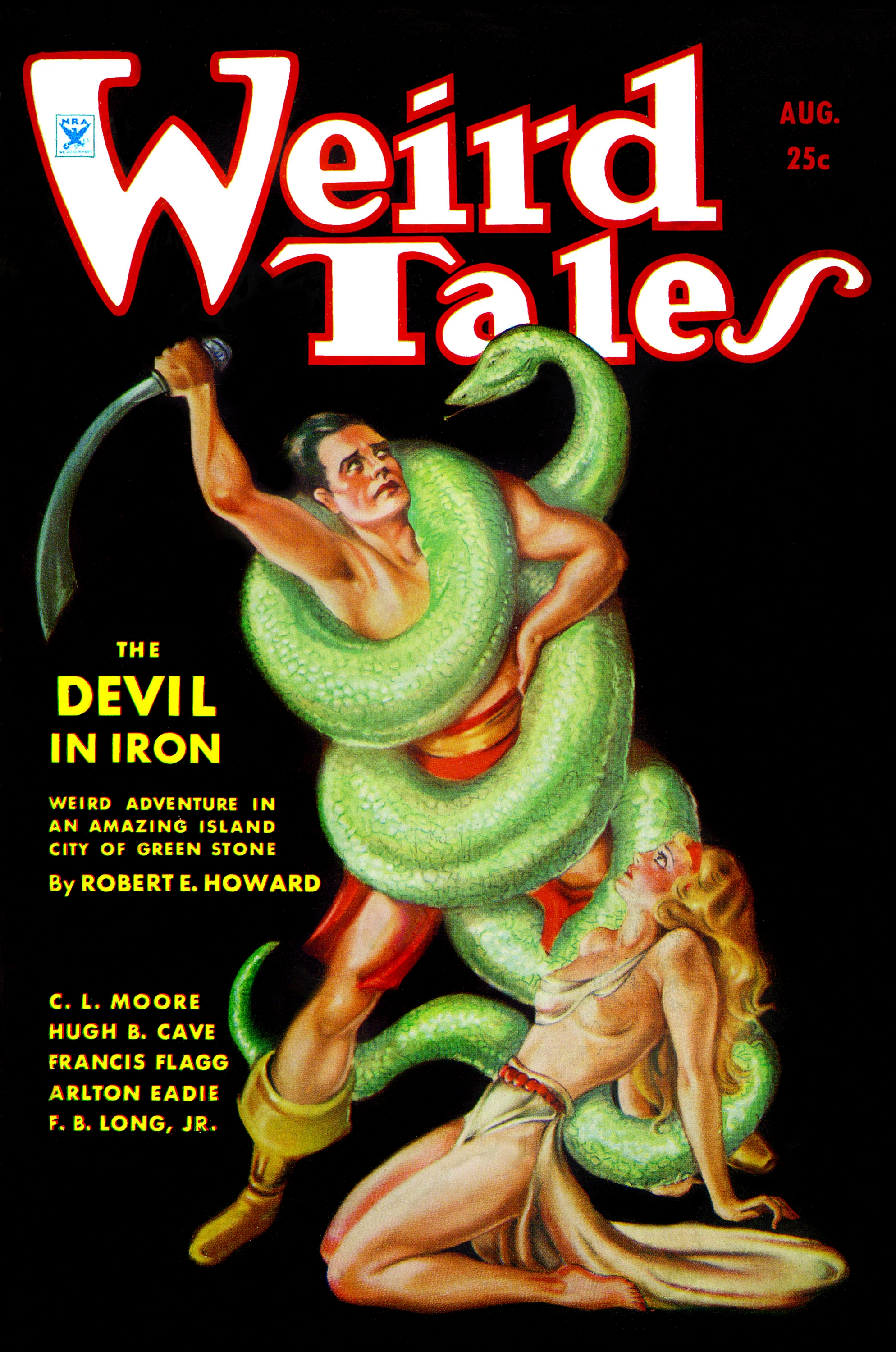
Conan Barbarul pe coperta revistei Povestiri ciudate, august 1934. Conan apare în numeroase povestiri de săbii și vrăjitorie.

Sabie și vrăjitorie (din en. sword and sorcery, denumit și spadă și vrăjitorie) este un subgen literar al fanteziei eroice aflat la granița dintre fantastic și SF, având afinități cu basmele. Varianta veche a acestei specii, fantezia științifică, cultivă inspirația medievală și ezoterică și este reprezentată de Abraham Merrit și Howard Phillips Lovecraft, iar în literatura română, de Vladimir Colin. Varianta mai nouă a fanteziei eroice, săbii și vrăjitorie, e cultivată de Philip Jose Farmer, J.G. Ballard, Roger Zelazny, Paul Anderson, Robert Heinlein. Un succes ieșit din comun au în prezent ciclurile Stăpânul Inelelor de J. R. R. Tolkien și Harry Potter de J.K. Rowling.

## Lucrări scrise
- Povestirile cu Conan Barbarul scrise de Robert E. Howard și publicate în principal în Povestiri ciudate (Weird Tales) începând  cu 1932.
- Povestirile Zothique scrise de Clark Ashton Smith, începând  cu The Empire of the Necromancers (1932).
- Nuvela The Black God's Kiss din 1934 de C. L. Moore, prima cu personajul Jirel di Joiry -  o tânără amazoană roșcată rătăcită din Evul Mediu într-un univers paralel fantastic.
- Seria de povestiri Fafhrd and the Gray Mouser de  Fritz Leiber, care începe cu nuvela The Jewels in the Forest (1939). Ill Met in Lankhmar  este un prequel al seriei
- Romanele lui Karl Edward Wagner cu protagonistul Kane, începând cu Darkness Weaves din 1970 .

Alte romane de fantezie pulp -  John Carter din Marte de Edgar Rice Burroughs și Sabia lui Rhiannon de Leigh Brackett - au un stil similiar sword and sorcery, dar pentru că știința extraterestră înlocuiește supranaturalul sunt în general descrise ca fiind science fantasy.

## Filme
Anii 1980 pot fi considerați ca fiind epoca de aur a filmelor de sabie și vrăjitorie, epocă care a început cu premiera filmului Conan Barbarul. Unele dintre filmele de acest gen sunt:
- Conan Barbarul, cu Arnold Schwarzenegger, 1982.
- The Beastmaster, cu Marc Singer, 1982.
- Ator, serie de 4 filme Ator l'invincibile, Ator 2 - L'invincibile Orion, Ator il guerriero di ferro, Quest for the Mighty Sword, cu Miles O'Keeffe, 1982.
- Sorceress, 1982.
- The Sword and the Sorcerer, 1982.
- Sangraal, la spada di fuoco, 1982.
- Deathstalker, 1983.
- Il mondo di Yor, cu Reb Brown, 1983.
- Fire and Ice, film de animație rotoscopică, 1983.
- Hundra, cu Laurene Landon, 1983.
- Il trono di fuoco, 1983.[4]
- La guerra del ferro: Ironmaster, 1983.
- Conan Distrugătorul, cu Arnold Schwarzenegger, 1984.
- The Warrior and the Sorceress, cu David Carradine, 1984.
- Barbarian Queen, cu Lana Clarkson, 1985.
- Red Sonja, cu Brigitte Nielsen, 1985 (în acest film, din cauza unei probleme de obținere a drepturilor de autor, personajul Conan a fost denumit "Kalidor").
- Masters of the Universe, cu Dolph Lundgren, 1987.
- The Barbarians, cu Peter și David Paul, 1987.
- Gor, 1987.
- Outlaw of Gor (1989).
- Time Barbarians, cu Deron McBee, 1990.[5]
- Beastmaster 2: Through the Portal of Time, cu Marc Singer, 1991.
- Beastmaster III: The Eye of Braxus, cu Marc Singer, 1996.
- Kull cuceritorul, cu Kevin Sorbo, 1997.
- Conan Barbarul, cu Jason Momoa, 2011.

## Vezi și
- Fantezie eroică